# Dzianis Harazha
Dzianis Harazha est un kayakiste biélorusse pratiquant la course en ligne né le 15 mai 1987.

## Palmarès

### Championnats du monde de canoë-kayak course en ligne
- 2010 à Poznań,  Pologne
  -  Médaille d'or en C-1 500 m

- 2009 à Dartmouth,  Canada
  -  Médaille d'or en C-1 500 m
  -  Médaille d'or en C-4 1000 m

### Championnats d'Europe de canoë-kayak course en ligne
- 2010 à Trasona  Espagne
  -  Médaille d'or en C-1 500 m

- 2009 à Brandebourg  Allemagne
  -  Médaille d'or en C-1 500 m